# Leonid Rudenko
Leonid Rudenko (rusă Леонид Руденко, născut pe 16 iulie 1985), cunoscut și ca Rudenko, este un producător muzical și DJ din Rusia, originar din Moscova.

## Discografie

### Single-uri
- Destination (2008)
- Everybody (16 februarie 2009) Julian Tyrassek did the choreography to this video
- Real Life (2009)
- Love Story (2010)
- Goodbye (2010)
- Stranger (2011)
- Восточный экспресс (2012) feat. Mitya Fomin